# Unplugged (альбом Эрика Клэптона)
Unplugged — концертный альбом блюз-рок музыканта Эрика Клэптона, изданный в 1992 году. Был записан в Bray Studios в Виндзоре, Англия 16 января 1992 года. Входит в серию концертных альбомов, записанных в эфире MTV Unplugged.

## Об альбоме
Unplugged включает в себя 14 любимых песен Клэптона, среди которых стоит отметить две. Первая — «Tears in Heaven» посвящена покойному сыну Эрика — Конору, погибшему в марте 1991 года. Она также была включена музыкантом в саундтрековый альбом Rush, вышедший несколькими месяцами раньше Unplugged. Вторая — переработанная версия песни «Layla», изначально исполнявшейся коллективом Клэптона Derek and the Dominos. Во время концерта Эрик предложил слушателям определить исполняемою им песню и зал не смог этого сделать, однако начал аплодировать музыканту, как только тот пропел первую строчку.
За этот альбом Клэптон получил сразу шесть премий Грэмми, в номинациях: «альбом года» и «лучшее мужское вокальное рок-исполнение» (Unplugged), «песня года», «запись года» и «лучшее мужское вокальное поп-исполнение» («Tears in Heaven»), а также «лучшая рок песня» («Layla»). Победа блюзовой «Layla» как «рок песни» вошла в историю, поскольку композиция потеснила «Smells Like Teen Spirit» гранж-группы Nirvana. Позже этот случай был включён журналом Entertainment Weekly в список 10 самых неожиданных поворотов на Грэмми.
В 2000 году Unplugged занял 71 место в списке «100 лучших британских альбомов» по версии журнала Q. В 2011 году — 9 место в списке «10 лучших гитарных альбомов 1992 года» по версии Guitar World. Примечательно, что прочие альбомы в этом списке записаны в духе хард-рока, хэви-метала, гранжа или панк-рока. Так, Unplugged Клэптона окружают Core группы Stone Temple Pilots и Fear of the Dark группы Iron Maiden.

## Список композиций
| №   | Название                                    | Автор(ы)                      | Длительность |
| --- | ------------------------------------------- | ----------------------------- | ------------ |
| 1.  | «Signe»                                     | Эрик Клэптон                  | 3:13         |
| 2.  | «Before You Accuse Me»                      | Бо Диддли                     | 3:36         |
| 3.  | «Hey Hey»                                   | Большой Билл Брунзи           | 3:24         |
| 4.  | «Tears in Heaven»                           | Эрик Клэптон и Уилл Дженнингс | 4:34         |
| 5.  | «Lonely Stranger»                           | Эрик Клэптон                  | 5:28         |
| 6.  | «Nobody Knows You When You're Down and Out» | Джимми Кокс                   | 3:49         |
| 7.  | «Layla»                                     | Эрик Клэптон и Джим Гордон    | 4:46         |
| 8.  | «Running on Faith»                          | Джерри Линн Уильямс           | 6:35         |
| 9.  | «Walkin' Blues»                             | Сон Хаус                      | 3:37         |
| 10. | «Alberta»                                   | Народная                      | 3:42         |
| 11. | «San Francisco Bay Blues»                   | Джесси Фуллер                 | 3:23         |
| 12. | «Malted Milk»                               | Роберт Джонсон                | 3:36         |
| 13. | «Old Love»                                  | Эрик Клэптон и Роберт Крэй    | 7:53         |
| 14. | «Rollin' and Tumblin'»                      | Мадди Уотерс                  | 4:10         |

## Участники проекта
- Eric Clapton – вокал, гитары, казу
- Andy Fairweather Low – гитары, мандолина, губная гармоника, казу
- Chuck Leavell – фортепиано, казу
- Nathan East – контрабас, вокал, казу
- Steve Ferrone – ударные, казу
- Ray Cooper – перкуссия, казу
- Katie Kissoon – вокал, казу
- Tessa Niles – вокал, казу

## Позиции в хит-парадах
| Страна         | Место |
| -------------- | ----- |
| Австралия      | 1     |
| Австрия        | 3     |
| Великобритания | 2     |
| Германия       | 3     |
| Италия         | 13    |
| Канада         | 1     |
| Нидерланды     | 1     |
| Новая Зеландия | 1     |
| Норвегия       | 6     |
| США            | 1     |
| Франция        | 1     |
| Швейцария      | 3     |
| Швеция         | 3     |
| Япония         | 5     |

| Чарт (1993)          | Позиция |
| -------------------- | ------- |
| Австралия (ARIA)     | 2       |
| Великобритания (OCC) | 16      |

## Сертификации
| Страна         | Ассоциация | Статус        |
| -------------- | ---------- | ------------- |
| Австралия      | ARIA       | 8×платиновый  |
| Австрия        | IFPI       | 2×платиновый  |
| Бразилия       | ABPD       | Платиновый    |
| Великобритания | BPI        | 4×платиновый  |
| Германия       | BVMI       | 5×золотой     |
| Канада         | CRIA       | Бриллиантовый |
| США            | RIAA       | Бриллиантовый |
| Финляндия      | IFPI       | Золотой       |
| Франция        | SNEP       | 2×платиновый  |
| Швейцария      | IFPI       | 2×платиновый  |
| Швеция         | GLF        | Платиновый    |
| Япония         | RIAJ       | Миллионный    |